# Greencastle (Missouri)
Greencastle est une ville du comté de Sullivan, dans le Missouri, aux États-Unis,. Située à l'est du comté, elle est fondée en 1857.

## Démographie
Lors du recensement de 2010, la ville comptait une population de 275 habitants. Elle est estimée, en 2016, à 253 habitants.

### Source de la traduction
- (en) Cet article est partiellement ou en totalité issu de l’article de Wikipédia en anglais intitulé « Greencastle, Missouri » (voir la liste des auteurs).